# アヴァ橋
アヴァ橋（ビルマ語: အင်းဝတံတား、英語: Ava Bridge）は、ミャンマー連邦共和国マンダレー管区インワ（旧・アヴァ）およびザガイン管区サガイン市の間にある、16スパンのカンチレバー橋である。中央を走る鉄道路線の両側を、道路で挟む形の鉄道道路併用橋となっている。
1934年にイギリス人によって架橋されたが、第二次世界大戦中にビルマ（現・ミャンマー）から退却するイギリス軍によって破壊され、ビルマ独立後の1954年に再建された。近年、ミャンマー連邦政府によってイラワジ橋などの新しい橋が建設されるまで、当橋はエーヤワディー川（旧・イラワジ川）を渡る唯一の橋であった。
2025年3月28日、マグニチュード7.7の地震により崩落した。